# 三家河
三家河，位于中国云南省红河哈尼族彝族自治州南部，是藤条江左岸支流，上游称金子河，发源于元阳县小新街乡西南，哀牢山东支南麓的望天若林山，蜿蜒东南流至大坪乡马店村转南流，进入金平苗族瑶族傣族自治县，过金河镇闸门村委会三家村后始称“三家河”，继续南流至勐拉镇汇入藤条江。河长55.6千米，落差2431米，流域面积393.9平方千米。年均径流量4.72亿立方米。流域内峰峦叠嶂，沟壑纵横，河流深切，山高谷深。三家河水力资源理论蕴藏量9.11万千瓦，已建有金子河一、二级电站，三家河一、三级电站。